# Nespler

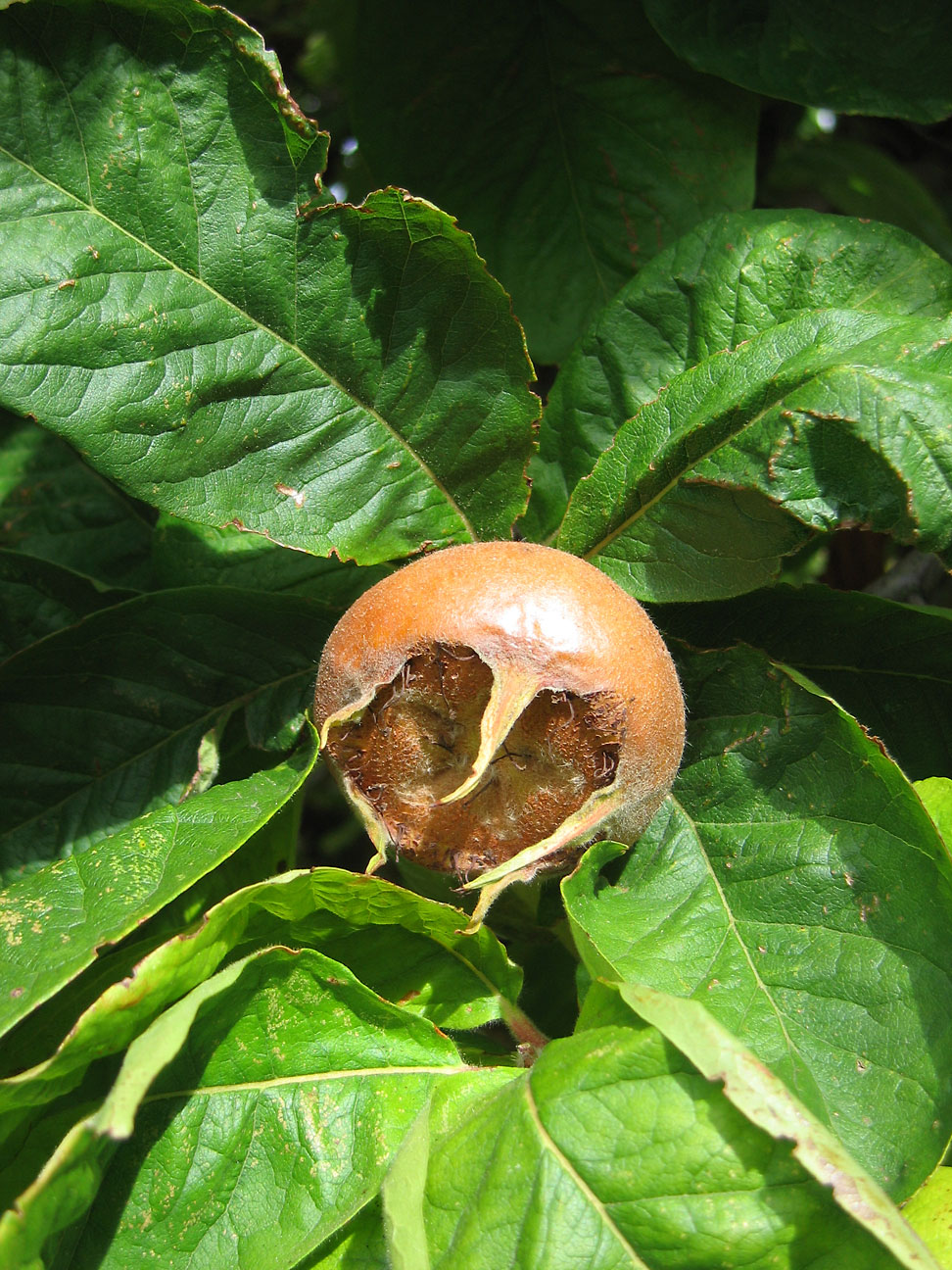
La nespla, el fruit del nespler.

El nespler, nesprer, nisprer, nescler, nyesprer o nyespler, Mespilus germanica, és un arbre gènere Mespilus conreat pel seu fruit, la nespra, nespro, nespla, nyespro, nyespra, nyespla, nescla, nispro o nèspola. És l'única espècie del gènere Mespilus.
Té també el mateix nom l'arbre Eriobotrya japonica o nesprer japonès. Aquest actualment es conrea molt més.

## Descripció botànica
És originari de l'Europa sud-oriental i es troba conreat i subespontani a l'Europa central i occidental.
Arbre de fins a 6 metres d'alçària, caducifoli. Fulles lanceolades més o menys piloses enteres o serrades. Flors blanques i solitàries. El fruit, en pom, de color marró, té la forma d'una pera petita més o menys arrodonida.
Les seves flors blanques fan molt bona flaire.

## Conreu
Es tracta d'un fruiter secundari que actualment no es conrea ni es fa en plantacions. Resta, normalment, com a exemplar adult o vell al costat de les cases de pagès i de vegades subespontani. Es tracta d'un arbre rústec i resistent a la majoria de les malalties i que no ha estat objecte de gaire millora genètica.

## Fruits
El fruit, anomenat nespla, és de color taronja i es pot menjar cap al novembre i desembre. És dolç quan és madur i lleugerament àcid quan no està al punt.
És un fruit que ha caigut en desús a causa de l'aparició del nesprer japonès, però que era habitual a les cases de pagès. Antigament, les nesples es collien a la tardor, amb el fruit madur, però encara incomestible, i es posaven a sobre de palla, que, a la vegada, estava escampada a sobre d'un canyís. Quan les nesples eren molt madures, quasi passades, era quan es consumien. Tenen un notable poder guaridor de les diarrees comunes.

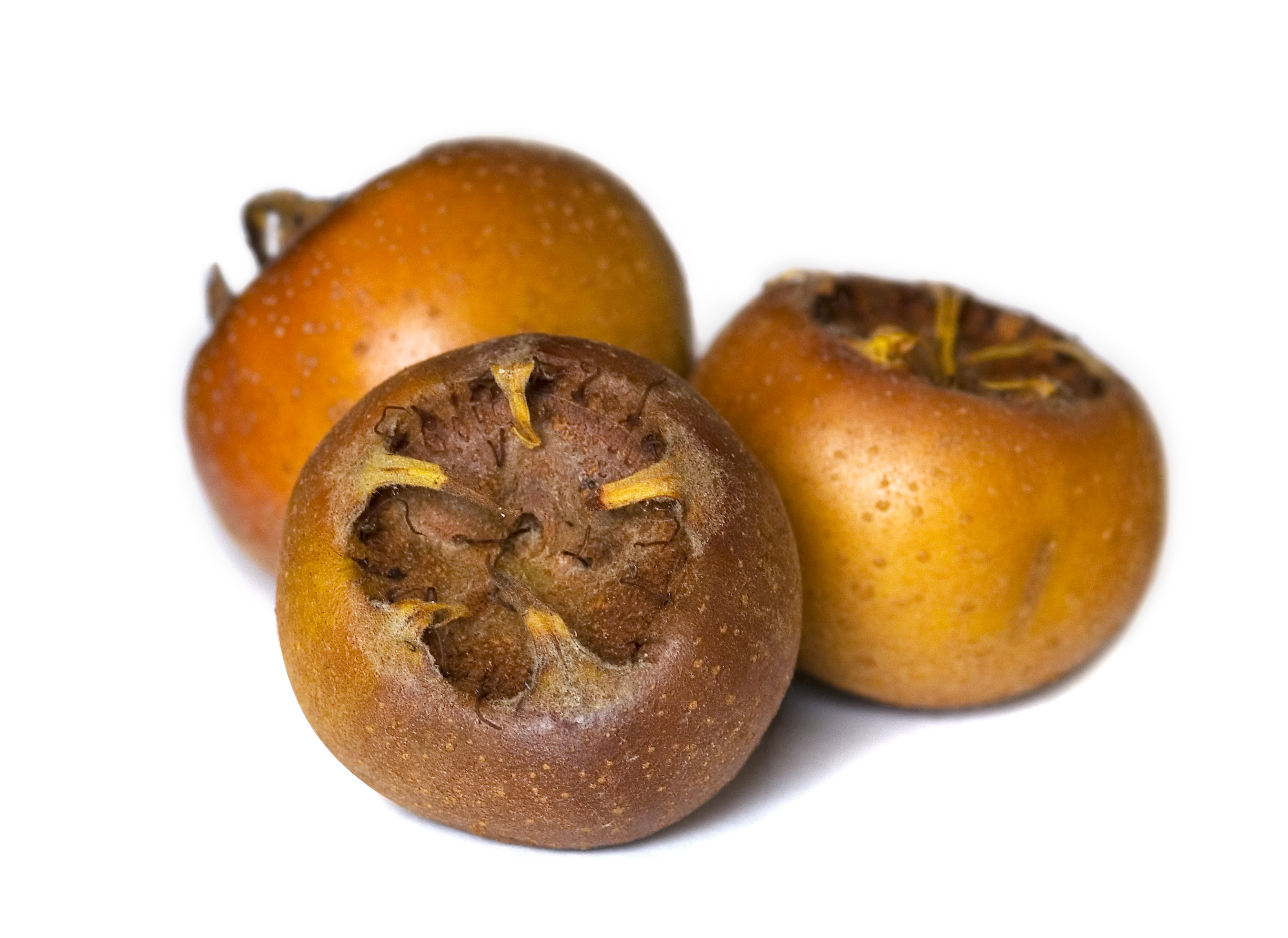
Nesples

## Curiositats
Hi ha una dita que diu que «amb temps i palla maduren les nesples» i significa que cal deixar passar temps perquè les coses arribin a ser allò que es pretén; que cal ser pacient i no desesperar.
A Mallorca es diu: «Per sant Lluc, nesples apelluc»; i a Menorca: «Per sant Lluc, nesples espluc.»